# Sintula affinioides
Sintula affinioides là một loài nhện trong họ Linyphiidae. Chúng được Gábor von Kolosváry miêu tả năm 1934.